# 1753 en santé et médecine
| Années de la santé et de la médecine : 1750 - 1751 - 1752 - 1753 - 1754 - 1755 - 1756    |
| Décennies de la santé et de la médecine : 1720 - 1730 - 1740 - 1750 - 1760 - 1770 - 1780 |

Cet article présente les faits marquants de l'année 1753 en santé et médecine.

## Naissances
- Marie-Vincent Talochon, dit « le père Élisée » (mort en 1817), premier chirurgien de Louis XVIII[1].

## Décès
- 11 janvier : Hans Sloane (né en 1660), médecin, naturaliste et collectionneur irlandais d'origine écossaise.
- Date indéterminée :
  - Nicolas Puzos (né en 1636), obstétricien français.